# С'Ена е Са Кита (Нуоро)
С'Ена е Са Кита је насеље у Италији у округу Нуоро, региону Сардинија.
Према процени из 2011. у насељу је живело 113 становника. Насеље се налази на надморској висини од 6 м.